# 塔塔棱河

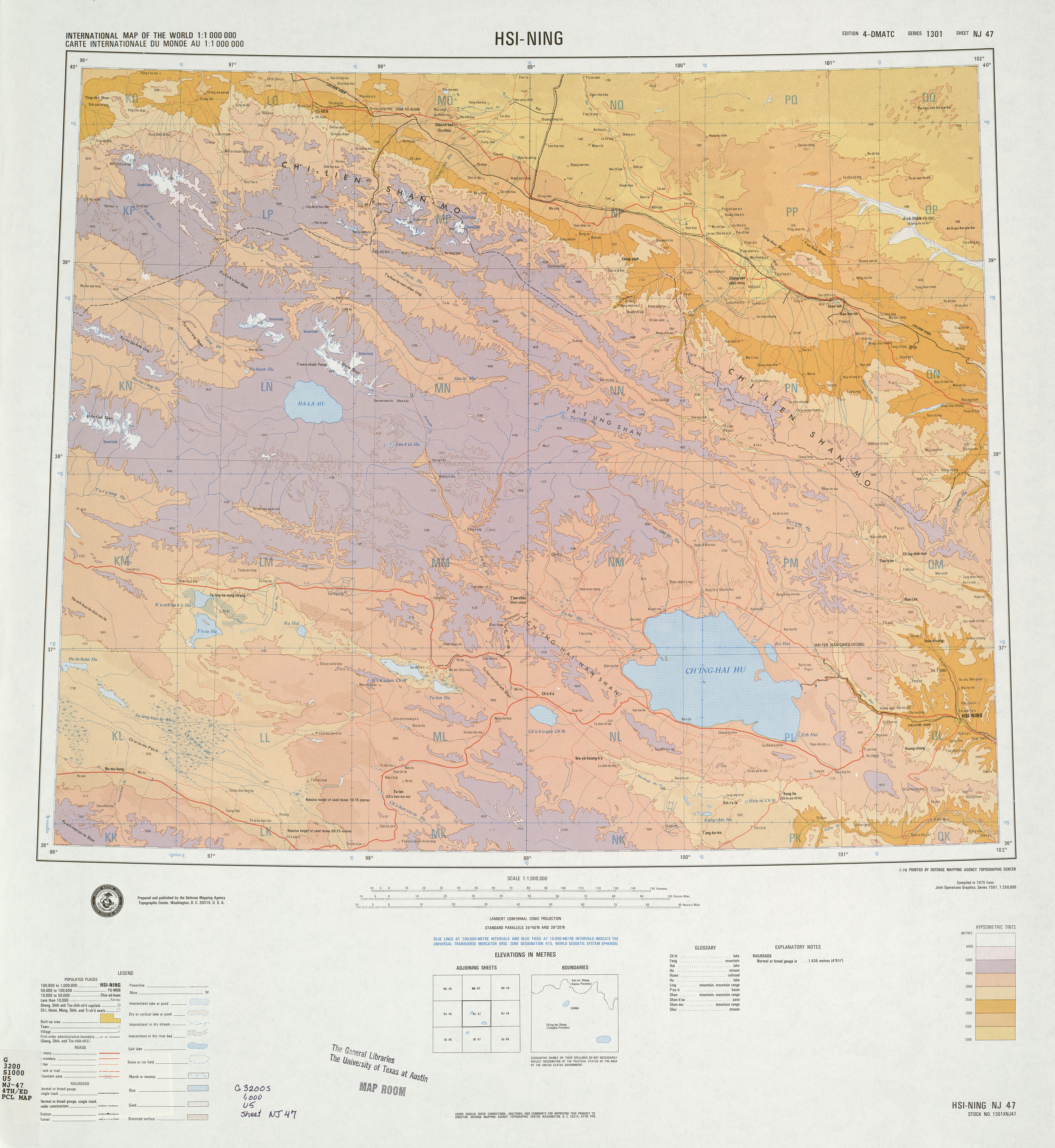
青海省北部地形图，塔塔棱河上游位于编号KM区域内，标注为T'a t'a leng Ho

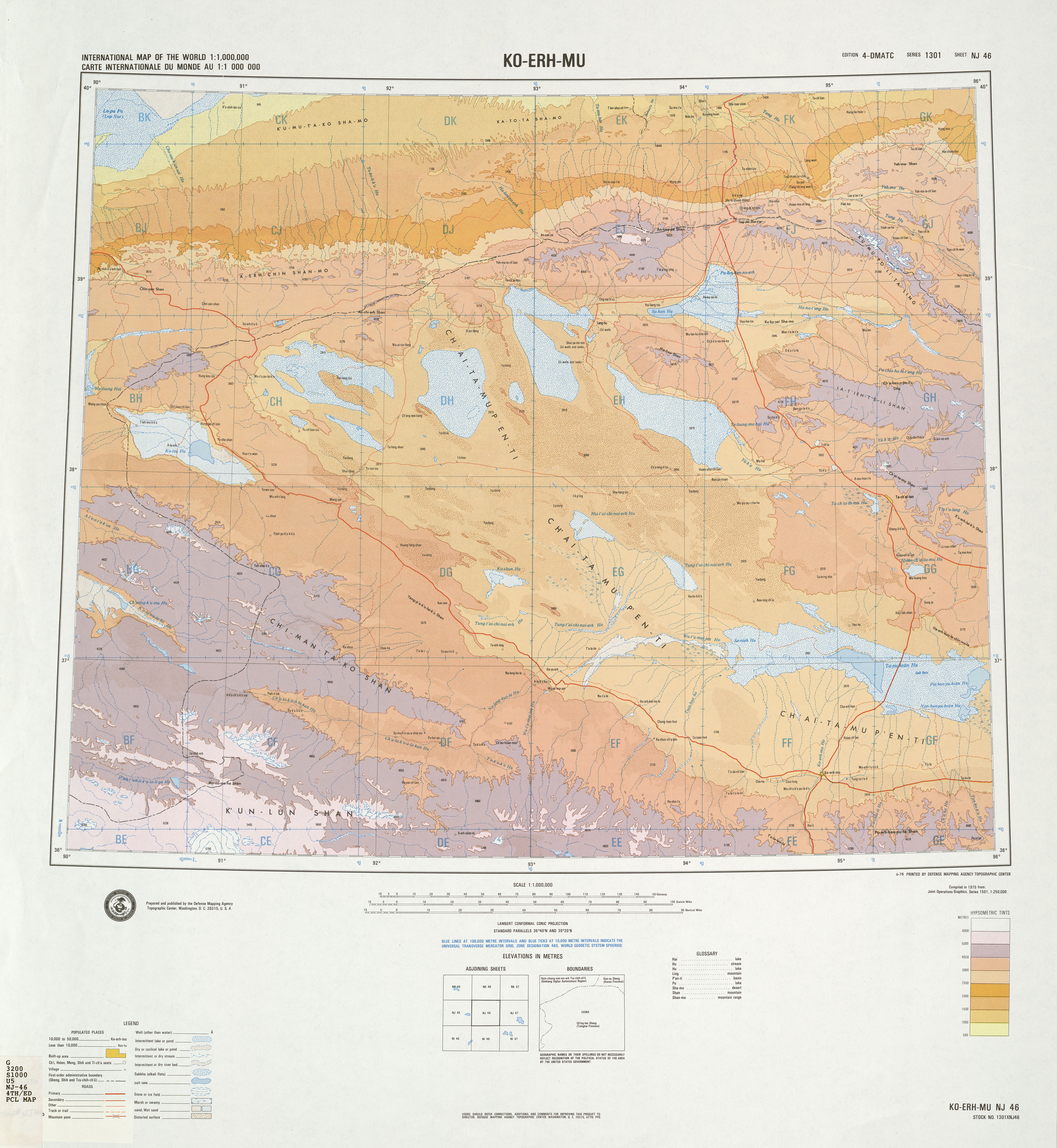
青海省西北部地形图，塔塔棱河下游位于编号GG区域内，标注为T'a t'a leng Ho

塔塔棱河，位于中华人民共和国青海省柴达木盆地北部一条内陆河，流经海西蒙古族藏族自治州德令哈市和大柴旦行政委员会辖区境内。上游称喀克吐郭勒，发源于德令哈市区西北约80千米的伊克达坂山口东南高地，自源头向东南流约20千米注入浩尧尔诺尔，自湖西出流向西流，右纳最大支流西亚马托郭勒后流入长约40千米的峡谷（峡口以上为时令河），进入大柴旦行政委员会境内，出峡谷后转西南流，过青新公路（314省道）后河水下渗，又成为季节河。在塔克勒根附近因有泉水补给，河道又常年有水，转向东南，最后注入巴嘎柴达木湖（小柴旦湖、小柴达木湖）。河流全长214.8千米，流域面积4771平方千米，河道平均比降6.4‰，年均径流量1.16亿立方米。2019年青海省德令哈市人民政府发布的《关于德令哈市规模以上河湖管理范围公告》中称塔塔棱河流域面积5065平方千米、德令哈市境内长度68.6千米。